# Dorfkirche Frankenförde

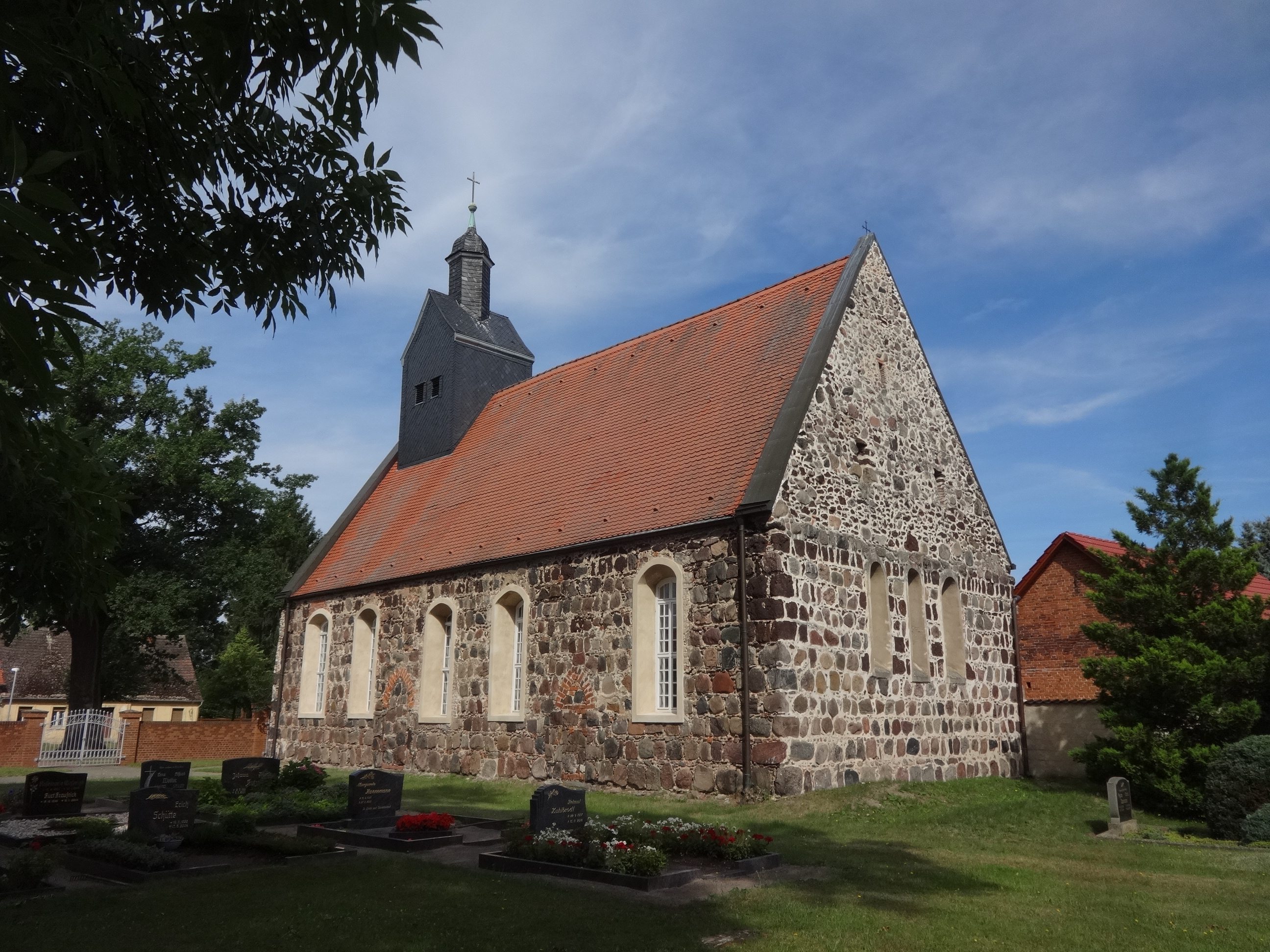
Dorfkirche Frankenförde

Die evangelische Dorfkirche Frankenförde ist eine Feldsteinkirche in Frankenförde, einem Ortsteil der Gemeinde Nuthe-Urstromtal im Landkreis Teltow-Fläming in Brandenburg.

## Geschichte
Der Sakralbau entstand um 1300. Gegen Ende des 17. Jahrhunderts erweiterte die Kirchengemeinde das Bauwerk um einen Dachturm und Ende des 19. Jahrhunderts im Westen um eine Vorhalle. Der Innenraum wurde in den Jahren 1960 und 1961, der Turm in den Jahren 2002 und 2003 saniert.

## Architektur

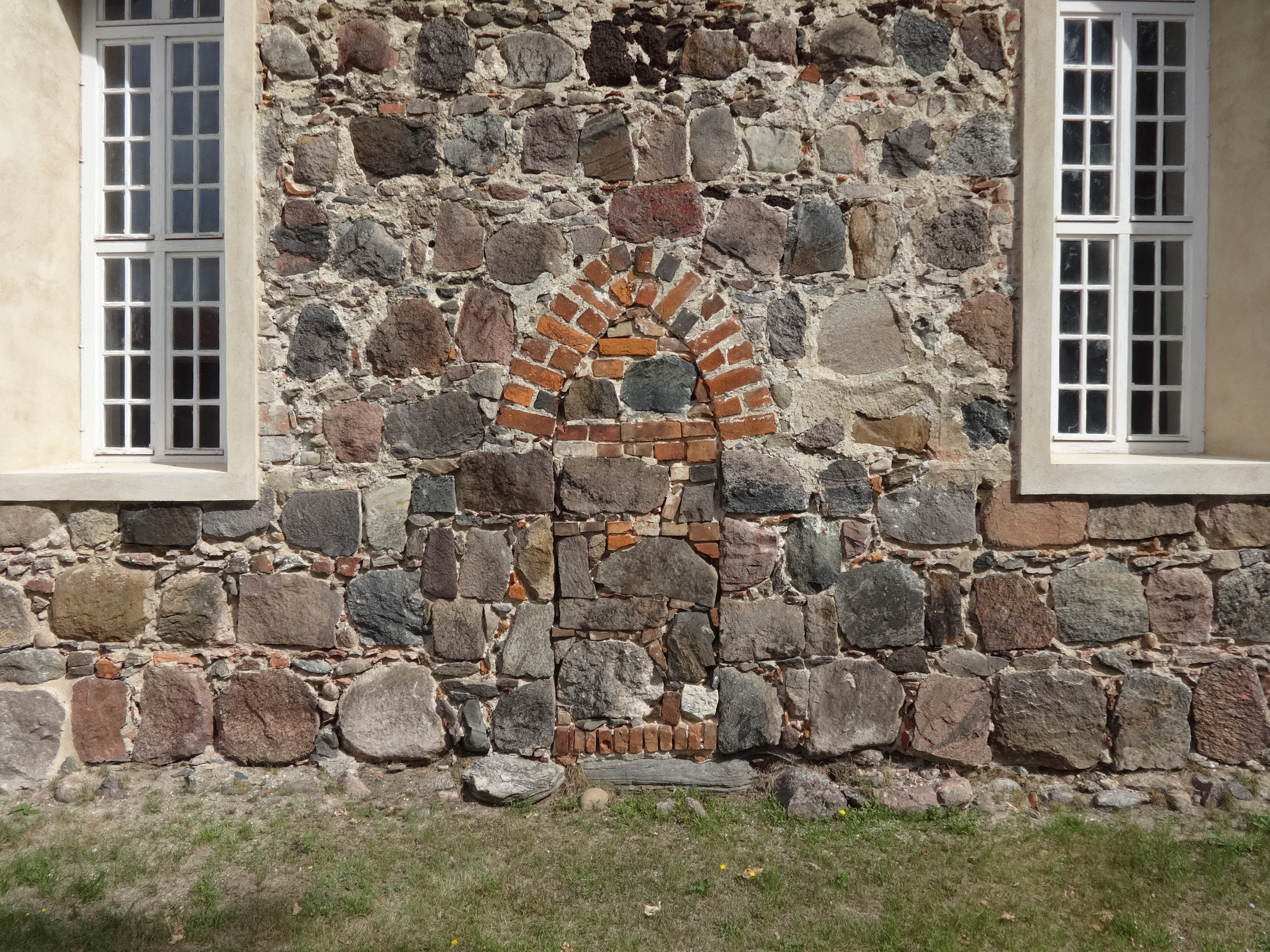
Priesterpforte

Die Kirche wurde aus Feldsteinen errichtet. In der südlichen Wand des Kirchenschiffs sind die unteren zwei bis drei Lagen gleichmäßig behauen und vergleichsweise sauber geschichtet. Darüber verlaufen die Linien, was zum Teil auf die barocke Vergrößerung der fünf dort vorhandenen, segmentbogenförmigen Fenster zurückzuführen ist. Bei den Arbeiten wurden die Feldsteine teilweise offenbar wiederverwendet und entstandene Lücken mit Mauersteinen und Splittern aufgefüllt. Die Form der Fenster wurde dabei durch verputzte Faschen betont. Zwischen dem zweiten und dritten Fenster (von Westen aus betrachtet) kann der Betrachter ein zugesetztes Portal erkennen, ebenso eine kleinere Priesterpforte zwischen dem vierten und fünften Fenster. Die Öffnungen wurden mit Feldsteinen und Mauersteinen verschlossen, während die Überfangbogen aus rötlichem Mauerstein in ihrer ursprünglichen Spitzbogenform noch zu erkennen sind. Im geraden Chor ist eine schmale Dreifenstergruppe eingelassen. Die Steine sind hier bis zur Höhe des Giebels gleichmäßig geschichtet und behauen, darüber deutlich kleiner und ungleichmäßig verteilt. Im oberen Drittel des Giebels ist eine mittig angebrachte, schlitzförmige Öffnung. Eine ähnliche Bauform findet sich am Westturm, wenngleich die Lesesteine hier auch bereits im unteren Bereich ein wenig ungleichmäßiger geschichtet wurden. Ein rechteckiger Vorbau aus Mauerstein mit einer rundbogenförmigen Pforte und einem Giebel mit einem eingearbeiteten Kreuz schließt sich nach Westen an das Bauwerk an und verdeckt dabei teilweise ein mittiges Fenster am Westturm. Der aufgesetzte Dachturm aus Fachwerk ist mit schwarzem Schiefer verkleidet und besitzt an der Süd- und Nordseite je zwei kleine, rechteckige Klangarkaden. Auf dem quer gesetzten Satteldach erhebt sich eine Turmhaube mit Turmkugel und Kreuz. Das Dach der Vorhalle sowie des Kirchenschiffs sind mit rotem Biberschwanz gedeckt.

## Ausstattung
Zur Ausstattung gehört ein Kanzelaltar aus dem Anfang des 18. Jahrhunderts, der in einem Kirchenführer als „reich verziert“ beschrieben wird. Eine Westempore stammt aus  der Zeit um 1700. In der Ostwand ist eine Sakramentsnische erkennbar. Das Bauwerk ist in seinem Innern flach gedeckt.